# Hongxing, Zhao'an
Hongxing (kinesiska: 红星) är en socken i sydöstra Kina. Den ligger i Zhao'an härad i staden Zhangzhou i provinsen Fujian, omkring 330 kilometer sydväst om provinshuvudstaden Fuzhou.